# Herwigsdorf (Rosenbach)
Herwigsdorf ist ein Gemeindeteil von Rosenbach im Landkreis Görlitz.

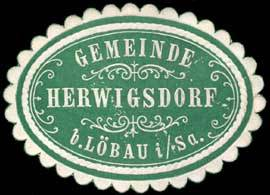
Siegelmarke Gemeinde Herwigsdorf

## Geografie

### Lage
Der Ortsteil Herwigsdorf mit seiner ca. 4 km Länge ist ein Reihendorf mit seiner ehemaligen Waldhufenflur und liegt im Tal des Rosenhainer Wassers im Übergang des Oberlausitzer Gefildes zur Östlichen Oberlausitz. Im Süden erhebt sich der Wolfsberg mit 445 m.

### Nachbarorte
| Wendisch-Paulsdorf | Bischdorf (Rosenbach)                       |              |
| Ebersdorf          | Kompassrose, die auf Nachbargemeinden zeigt | Kemnitz      |
| Ottenhain          | Strahwalde                                  | Berthelsdorf |

### Straßen
Den Ortsteil durchquert die Staatsstraße 143 in Nord-Süd-Richtung.

## Geschichte

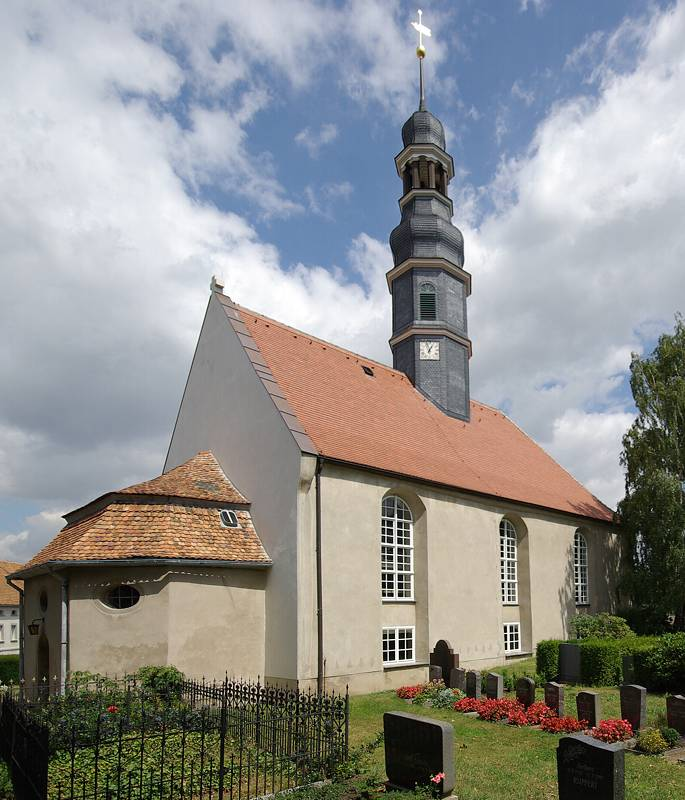
Dorfkirche Herwigsdorf mit barockem Dachreiter

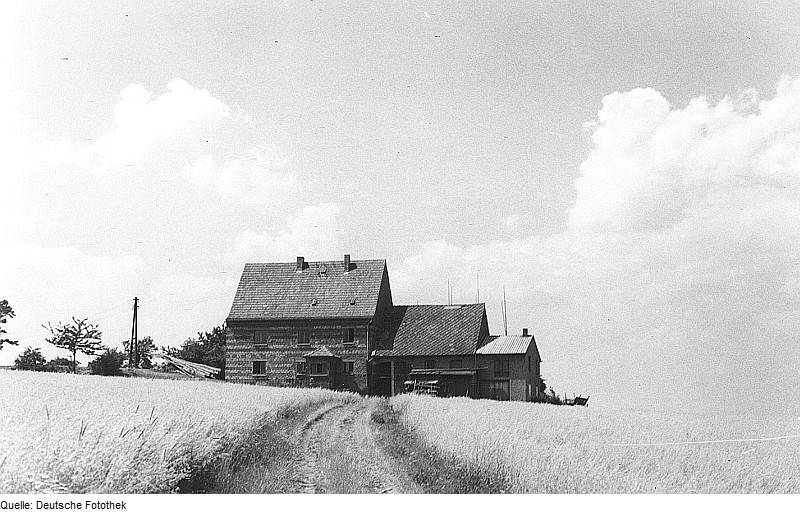
Windmühlenhaus zwischen September 1965 und November 1965

Funde u. a. aus der Bronzezeit deuten auf eine lange Besiedlungsgeschichte hin.
1305 [um 1310] wird ein Hans vome Herwigesdorf erwähnt.
Herwigsdorf findet im Jahr 1317 die erste urkundliche Erwähnung als «Herwigsdorff» bei der Zuweisung zur Löbauer Gerichtsbarkeit. Deutsche Bauern legten auf hiesiger Flur 30 Höfe an.
Nach der Zeit der Belehnung eines Grundherrn mit dem Ort wurden vier Rittergüter gebildet (1532: Rittergut Herwigsdorf), die um 1912 zum Teil verstaatlicht wurden.
Die letzte Hinrichtung am Herwigsdorfer Galgenberg (321 m) fand im Jahre 1688 statt. Christine Pirn hatte ihre zwei Kinder getötet. Dafür wurde die Strafe – Tod durch das Rad – ausgesprochen.
Die Leute lebten früher u. a. von der Landwirtschaft, der Arbeit in den Granitsteinbrüchen und Fabriken.
Am 1. Januar 1994 schlossen sich die Gemeinden Bischdorf und Herwigsdorf (mit OT Galgenberg) im Zuge der Gemeindegebietsreform zur Landgemeinde Rosenbach zusammen. Der Ort ist überwiegend von ländlichem Charakter.
Im Ortsteil Herwigsdorf gibt es eine Grundschule.

### Verwaltungszugehörigkeit
1777: Bautzener Kreis, 1843: Landgerichtsbezirk Löbau, 1856: Gerichtsamt Löbau, 1875: Löbau, 1952: Kreis Löbau, 1994: Landkreis Löbau-Zittau, 2008: Landkreis Görlitz

### Einwohnerentwicklung
| Jahr | Einwohner                                    |
| ---- | -------------------------------------------- |
| 1777 | 27 besessene(r) Mann, 31 Gärtner, 41 Häusler |
| 1834 | 0958                                         |
| 1871 | 1214                                         |
| 1890 | 1202                                         |
| 1910 | 1188                                         |
| 1925 | 1233                                         |
| 1939 | 1285                                         |
| 1946 | 1589                                         |
| 1950 | 1589                                         |
| 1964 | 1445                                         |
| 1990 | 1252                                         |

## Tourismus
Durch Herwigsdorf führt die Lausitzer Schlange.

## Sehenswürdigkeiten

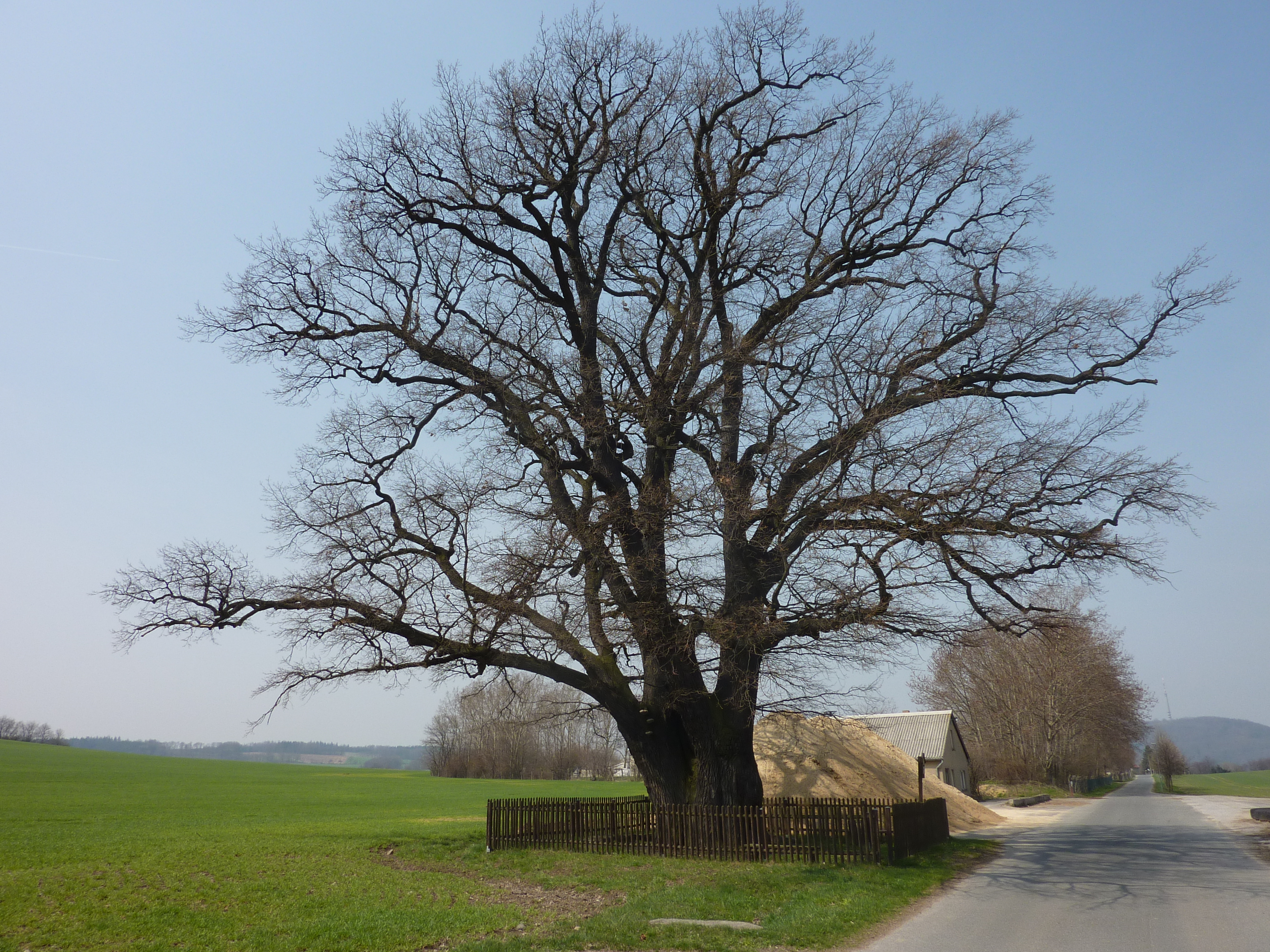
1000-jährige Eiche an der Steinbergstraße

An der Steinbergstraße steht östlich vom Dorf die Große Eiche, ein Naturdenkmal mit einer Kronenbreite von 30 m und einem Stammumfang von 7,70 m.